# Augochloropsis aspricordis
Augochloropsis aspricordis är en biart som först beskrevs av Joseph Vachal 1904.  Augochloropsis aspricordis ingår i släktet Augochloropsis och familjen vägbin. Inga underarter finns listade.